# شیشه‌ماهی
شیشه‌ماهی(نام علمی: Atherina boyeri) نام یک گونه از تیره شیشه‌ماهیان است.